# Посмашнівка
Посмашнівка — колишнє село в Україні, Глобинському районі Полтавської області. Зняте з обліку в КОАТУУ 1997 року. Колишня територія належить Броварківській сільській раді.